# Sainte-Suzanne, Réunion
Sainte-Suzanne là một xã thuộc tỉnh Réunion.